# Баскетбол на літніх Олімпійських іграх 2016 (кваліфікація, чоловіки)
Кваліфікація на чоловічий турнір з баскетболу на Олімпійських іграх 2016 проходила від 2014 до 2016 року; всі п'ять зон ФІБА надіслали свої команди.

## Метод

### Кваліфікація через чемпіонати континентів і світу
Загалом 12 команд візьме участь в Олімпіаді, від 12-ти різних НОК.
Загалом відбулося 5 зональних турнірів (водночас і міжконтинентальні чемпіонати) із яких напряму вийшло 7 збірних:
- ФІБА Африка: 1 команда (чемпіон)
- ФІБА Америка: 2 команди (чемпіон і фіналіст)
- ФІБА Азія: 1 команда (чемпіон)
- ФІБА Європа: 2 команди (чемпіон і фіналіст)
- ФІБА Океанія: 1 команда (чемпіон)

Крім того, збірна США кваліфікувалася автоматично, вигравши Чемпіонат світу 2014.

### Країна-господарка
Країна-господарка (Бразилія) кваліфікувалася автоматично, коли ФІБА проголовувала за це на своїй зустрічі в Токіо в серпні 2015 року.

### Кваліфікація через олімпійські кваліфікаційні турніри
Ще три команди визначились за допомогою трьох олімпійських кваліфікаційних турнірів куди потрапили найкращі команди з чемпіонатів своїх континентів, які не потрапили напряму. Місця на олімпійських кваліфікаційних турнірах розподілились таким чином:
- Господарі: 3 команди
- ФІБА Африка: 3 команди
- ФІБА Америка: 3 команди
- ФІБА Азія: 3 команди
- ФІБА Європа: 5 команд
- ФІБА Океанія: 1 команда

Переможець кожного з трьох турнірів потрапляє на Олімпіаду. Місця господарів можуть отримувати команди, які брали участь у чемпіонатах своїх континентів. Якщо господарі вже здобули право на участь у Олімпіаді, то замість них на відповідний кваліфікаційний турнір потрапляє наступні найкраща команда континенту.

## Команди, що кваліфікувалися
Команди розміщено в порядку здобуття місця на Олімпіаді.
| Команда   | Кваліфікація    | Кваліфікація                                   | Появ на Олімпіадах | Появ на Олімпіадах | Появ на Олімпіадах | Найкращий результат          | місце в рейтингу ФІБА |
| Команда   | Дата            | Шлях кваліфікації                              | Остання            | Загалом            | Підряд             | Найкращий результат          | місце в рейтингу ФІБА |
| --------- | --------------- | ---------------------------------------------- | ------------------ | ------------------ | ------------------ | ---------------------------- | --------------------- |
| США       | 14 вересня 2014 | Чемпіон світу 2014 року                        | 2012               | 18                 | 11-та              | 14-разовий чемпіон           | 1                     |
| Бразилія  | 9 серпня 2015   | Господар Олімпійських ігор                     | 2012               | 15                 | 2-га               | 3-разовий бронзовий медаліст | 9                     |
| Австралія | 18 серпня 2015  | Переможець чемпіонату Океанії 2015             | 2012               | 14                 | 12-та              | 4-те місце                   | 11                    |
| Нігерія   | 30 серпня 2015  | Чемпіон Афробаскету 2015                       | 2012               | 2                  | 2-га               | 10-те місце                  | 25                    |
| Венесуела | 11 вересня 2015 | Переможець чемпіонату Америки 2015             | 1992               | 2                  | 1-ша               | 11-те місце                  | 22                    |
| Аргентина | 11 вересня 2015 | Фіналіст чемпіонату Америки 2015               | 2012               | 7                  | 4-та               | 1-разовий чемпіон            | 4                     |
| Іспанія   | 17 вересня 2015 | Переможець чемпіонату Європи 2015              | 2012               | 12                 | 4-та               | 3-разовий срібний медаліст   | 2                     |
| Литва     | 18 вересня 2015 | Фіналіст чемпіонату Європи 2015                | 2012               | 7                  | 7-ма               | 3-разовий бронзовий медаліст | 3                     |
| КНР       | 3 жовтня 2015   | Переможець чемпіонату Азії 2015                | 2012               | 11                 | 1-ша               | 5-те місце                   | 14                    |
| Сербія    | 9 липня 2016    | Переможець кваліфікаційного турніру в Белграді | 2004               | 3                  | 1-ша               | 1-разовий срібний медаліст   | 6                     |
| Хорватія  | 9 липня 2016    | Переможець кваліфікаційного турніру в Турині   | 2008               | 3                  | 1-ша               | 1-разовий срібний медаліст   | 12                    |
| Франція   | 10 липня 2016   | Переможець кваліфікаційного турніру в Манілі   | 2012               | 9                  | 2-га               | 1-разовий срібний медаліст   | 5                     |

## Чемпіонат світу 2014
Як команда-переможниця Чемпіонату світу 2014 збірна США автоматично кваліфікувалася на Олімпіаду 2016 і вирішила не брати участі у чемпіонаті Америки 2015.
| #  | Команда                  | В–П | Кваліфікація                 |
| -- | ------------------------ | --- | ---------------------------- |
| 1  | США                      | 9–0 | Кваліфікувалась на Олімпіаду |
| 2  | Сербія                   | 5–4 |                              |
| 3  | Франція                  | 6–3 |                              |
| 4  | Литва                    | 6–3 |                              |
| 5  | Іспанія                  | 6–1 |                              |
| 6  | Бразилія                 | 5–2 |                              |
| 7  | Словенія                 | 5–2 |                              |
| 8  | Туреччина                | 4–3 |                              |
| 9  | Греція                   | 5–1 |                              |
| 10 | Хорватія                 | 3–3 |                              |
| 11 | Аргентина                | 3–3 |                              |
| 12 | Австралія                | 3–3 |                              |
| 13 | Домініканська Республіка | 2–4 |                              |
| 14 | Мексика                  | 2–4 |                              |
| 15 | Нова Зеландія            | 2–4 |                              |
| 16 | Сенегал                  | 2–4 |                              |
| 17 | Ангола                   | 2–3 |                              |
| 18 | Україна                  | 2–3 |                              |
| 19 | Пуерто-Рико              | 1–4 |                              |
| 20 | Іран                     | 1–4 |                              |
| 21 | Філіппіни                | 1–4 |                              |
| 22 | Фінляндія                | 1–4 |                              |
| 23 | Південна Корея           | 0–5 |                              |
| 24 | Єгипет                   | 0–5 |                              |

## ФІБА Африка

### Кваліфікація на Афробаскет
Команда-господарка Туніс і чинний чемпіон Ангола кваліфікувались автоматично. Інші місця розігрувались через зональні турніри з трьома wild card щоб довершити турнір із 16 команд.

#### Зона 1
| # | Команда | В–П | Кваліфікація                  |
| - | ------- | --- | ----------------------------- |
| 1 | Марокко | 2–1 | Кваліфікувалась на Афробаскет |
| 2 | Алжир   | 2–1 | Дістала wild card             |
| 3 | Лівія   | 0–2 | Знялась                       |

#### Зона 2

##### Група B
| # | Команда | В–П | Кваліфікація                  |
| - | ------- | --- | ----------------------------- |
| 1 | Малі    | 2–0 | Кваліфікувалась на Афробаскет |
| 2 | Сенегал | 0–2 | Дістала wild card             |

##### Група C
| # | Команда    | В–П | Кваліфікація                  |
| - | ---------- | --- | ----------------------------- |
| 1 | Кабо-Верде | 2–0 | Кваліфікувалась на Афробаскет |
| 2 | Гвінея     | 0–2 |                               |

#### Зона 3

##### Група D
| # | Команда     | В–П | Кваліфікація                  |
| - | ----------- | --- | ----------------------------- |
| 1 | Кот-д'Івуар | 2–0 | Кваліфікувалась на Афробаскет |
| 2 | Бенін       | 0–2 |                               |

##### Група E
| # | Команда      | В–П | Кваліфікація                  |
| - | ------------ | --- | ----------------------------- |
| 1 | Нігерія      | 2–0 | Кваліфікувалась на Афробаскет |
| 2 | Буркіна-Фасо | 0–2 |                               |

#### Зона 4

##### Група F
| # | Команда          | В–П | Кваліфікація                  |
| - | ---------------- | --- | ----------------------------- |
| 1 | Камерун          | 2–0 | Кваліфікувалась на Афробаскет |
| 2 | Республіка Конго | 0–2 |                               |

##### Група G
| # | Команда                          | В–П | Кваліфікація                  |
| - | -------------------------------- | --- | ----------------------------- |
| 1 | Габон                            | 3–1 | Кваліфікувалась на Афробаскет |
| 2 | Центральноафриканська Республіка | 2–2 | Дістала wild card             |
| 3 | Чад                              | 1–3 |                               |

#### Зона 5
| # | Команда | В–П | Кваліфікація                  |
| - | ------- | --- | ----------------------------- |
| 1 | Єгипет  | 4–0 | Кваліфікувалась на Афробаскет |
| 2 | Уганда  | 3–1 | Кваліфікувалась на Афробаскет |
| 3 | Руанда  | 2–2 |                               |
| 4 | Кенія   | 1–3 |                               |
| 5 | Сомалі  | 0–4 |                               |

#### Зона 6

##### Група I
| # | Команда             | В–П | Кваліфікація                  |
| - | ------------------- | --- | ----------------------------- |
| 1 | Зімбабве            | 3–1 | Кваліфікувалась на Афробаскет |
| 2 | ПАР                 | 2–2 |                               |
| 3 | Сейшельські Острови | 1–3 |                               |

##### Група J
| # | Команда  | В–П | Кваліфікація                  |
| - | -------- | --- | ----------------------------- |
| 1 | Мозамбік | 2–0 | Кваліфікувалась на Афробаскет |
| 2 | Ботсвана | 0–2 |                               |

### Афробаскет
| #  | Команда                          | В–П | Кваліфікація                                           |
| -- | -------------------------------- | --- | ------------------------------------------------------ |
| 1  | Нігерія                          | 6–1 | Кваліфікувалась на Олімпіаду                           |
| 2  | Ангола                           | 5–2 | Кваліфікувалась на Олімпійський кваліфікаційний турнір |
| 3  | Туніс                            | 6–1 | Кваліфікувалась на Олімпійський кваліфікаційний турнір |
| 4  | Сенегал                          | 5–2 | Кваліфікувалась на Олімпійський кваліфікаційний турнір |
| 5  | Єгипет                           | 6–1 |                                                        |
| 6  | Алжир                            | 3–4 |                                                        |
| 7  | Малі                             | 3–4 |                                                        |
| 8  | Габон                            | 1–6 |                                                        |
| 9  | Камерун                          | 3–2 |                                                        |
| 10 | Кабо-Верде                       | 3–2 |                                                        |
| 11 | Мозамбік                         | 2–3 |                                                        |
| 12 | Кот-д'Івуар                      | 2–3 |                                                        |
| 13 | Марокко                          | 1–4 |                                                        |
| 14 | Центральноафриканська Республіка | 1–4 |                                                        |
| 15 | Уганда                           | 1–4 |                                                        |
| 16 | Зімбабве                         | 0–5 |                                                        |

## ФІБА Америка

### Кваліфікація на чемпіонат Америки
Кваліфікація у ФІБА Америка розпочалася з чемпіонату Центральної Америки і чемпіонату Карибів. По три перші команди  пройшли на Центробаскет, де розігрувалися 4 місця на чемпіонат Америки. Також чотири місця на чемпіонат Америки розігрувалися на чемпіонаті Південної Америки. Мексика, яка вже була кваліфікувалася через Центробаскет, дістала місце як країна-господарка. Канада і США були автоматично кваліфіковані, але США вирішили не брати участі, оскільки вони вже кваліфікувались на Олімпіаду як чемпіони світу.

#### Центральна Америка
| # | Команда    | В–П | Кваліфікація                    |
| - | ---------- | --- | ------------------------------- |
| 1 | Мексика    | 3–0 | Кваліфікувалась на Центробаскет |
| 2 | Сальвадор  | 2–1 | Кваліфікувалась на Центробаскет |
| 3 | Коста-Рика | 1–2 | Кваліфікувалась на Центробаскет |
| 4 | Гондурас   | 0–3 |                                 |

#### Кариби
| # | Команда                         | В–П | Кваліфікація                    |
| - | ------------------------------- | --- | ------------------------------- |
| 1 | Багамські Острови               | 4–1 | Кваліфікувалась на Центробаскет |
| 2 | Куба                            | 3–2 | Кваліфікувалась на Центробаскет |
| 3 | Американські Віргінські Острови | 4–1 | Кваліфікувалась на Центробаскет |
| 4 | Британські Віргінські Острови   | 2–3 |                                 |
| 5 | Гаяна                           | 2–3 |                                 |
| 6 | Барбадос                        | 2–3 |                                 |
| 7 | Антигуа і Барбуда               | 2–3 |                                 |
| 8 | Сент-Вінсент і Гренадини        | 1–4 |                                 |

#### Центральна Америка і Кариби
| #  | Команда                         | В–П | Кваліфікація                         |
| -- | ------------------------------- | --- | ------------------------------------ |
| 1  | Мексика                         | 6–0 | Кваліфікувалась на чемпіонат Америки |
| 2  | Пуерто-Рико                     | 4–2 | Кваліфікувалась на чемпіонат Америки |
| 3  | Домініканська Республіка        | 5–1 | Кваліфікувалась на чемпіонат Америки |
| 4  | Куба                            | 3–3 | Кваліфікувалась на чемпіонат Америки |
| 5  | Панама                          | 2–2 | Кваліфікувалась на чемпіонат Америки |
| 6  | Американські Віргінські Острови | 2–2 |                                      |
| 7  | Багамські Острови               | 1–3 |                                      |
| 8  | Ямайка                          | 1–3 |                                      |
| 9  | Коста-Рика                      | 0–4 |                                      |
| 10 | Сальвадор                       | 0–4 |                                      |

#### Південна Америка
| # | Команда   | В–П | Кваліфікація                         |
| - | --------- | --- | ------------------------------------ |
| 1 | Венесуела | 4–1 | Кваліфікувалась на чемпіонат Америки |
| 2 | Аргентина | 4–1 | Кваліфікувалась на чемпіонат Америки |
| 3 | Бразилія  | 3–2 | Кваліфікувалась на чемпіонат Америки |
| 4 | Уругвай   | 2–3 | Кваліфікувалась на чемпіонат Америки |
| 5 | Парагвай  | 3–2 |                                      |
| 6 | Чилі      | 2–3 |                                      |
| 7 | Еквадор   | 1–4 |                                      |
| 8 | Перу      | 0–5 |                                      |

### Чемпіонат Америки
| #  | Команда                  | В–П | Кваліфікація                                           |
| -- | ------------------------ | --- | ------------------------------------------------------ |
| 1  | Венесуела                | 6–4 | Кваліфікувалась на Олімпіаду                           |
| 2  | Аргентина                | 8–2 | Кваліфікувалась на Олімпіаду                           |
| 3  | Канада                   | 8–2 | Кваліфікувалась на Олімпійський кваліфікаційний турнір |
| 4  | Мексика                  | 7–3 | Кваліфікувалась на Олімпійський кваліфікаційний турнір |
| 5  | Пуерто-Рико              | 4–4 | Кваліфікувалась на Олімпійський кваліфікаційний турнір |
| 6  | Домініканська Республіка | 2–6 |                                                        |
| 7  | Панама                   | 2–6 |                                                        |
| 8  | Уругвай                  | 2–6 |                                                        |
| 9  | Бразилія                 | 1–3 | Кваліфікувалась як країна-господарка                   |
| 10 | Куба                     | 0–4 |                                                        |

## ФІБА Азія

### Кваліфікація на чемпіонат Азії з баскетболу 2015
Кваліфікація у ФІБА Азії проходила у дві стадії. Спочатку на кубку Азії ФІБА переможець кваліфікувався на чемпіонат Азії, а команди з 2-ї по 5-ту діставали додаткові місця у свої азійські підзони ФІБА. Друга стадія проходила через змагання в підзонах. Східноазійська підзона вирішила розподілити свої місця згідно зі рейтингом ФІБА, оскільки жодна країна не була готова приймати чемпіонат.

#### Кубок Азії ФІБА
| # | Команда           | В–П | Кваліфікація                      |
| - | ----------------- | --- | --------------------------------- |
| 1 | Іран              | 4–1 | Кваліфікувалась на чемпіонат Азії |
| 2 | Китайський Тайбей | 4–1 | +1 місце в Східній Азії           |
| 3 | Філіппіни         | 3–2 | +1 місце в Південносхідній Азії   |
| 4 | КНР               | 2–3 |                                   |
| 5 | Йорданія          | 3–2 | +1 місце в західній Азії          |
| 6 | Японія            | 2–3 | +1 місце в східній Азії           |
| 7 | Індія             | 1–4 |                                   |
| 8 | Сінгапур          | 0–5 |                                   |
| 8 | Індонезія         | 0–5 |                                   |

#### Центральна Азія
| # | Команда    | В–П | Кваліфікація                      |
| - | ---------- | --- | --------------------------------- |
| 1 | Казахстан  | 1–0 | Кваліфікувалась на чемпіонат Азії |
| 2 | Киргизстан | 0–1 |                                   |

#### Східна Азія
| Команда           | Рейтинг ФІБА | Кваліфікація                      |
| ----------------- | ------------ | --------------------------------- |
| КНР               | 14           | Кваліфікувалась на чемпіонат Азії |
| Південна Корея    | 28           | Кваліфікувалась на чемпіонат Азії |
| Китайський Тайбей | 44           | Кваліфікувалась на чемпіонат Азії |
| Японія            | 47           | Кваліфікувалась на чемпіонат Азії |
| Гонконг           | 69           | Кваліфікувалась на чемпіонат Азії |

#### Перська затока
| # | Команда           | В–П | Кваліфікація                      |
| - | ----------------- | --- | --------------------------------- |
| 1 | Катар             | 5–0 | Кваліфікувалась на чемпіонат Азії |
| 2 | Кувейт            | 4–1 | Кваліфікувалась на чемпіонат Азії |
| 3 | Бахрейн           | 3–2 |                                   |
| 4 | Саудівська Аравія | 2–3 |                                   |
| 5 | ОАЕ               | 1–4 |                                   |
| 6 | Оман              | 0–5 |                                   |

#### Південна Азія
| # | Команда   | В–П | Кваліфікація                      |
| - | --------- | --- | --------------------------------- |
| 1 | Індія     | 5–0 | Кваліфікувалась на чемпіонат Азії |
| 2 | Шрі-Ланка | 4–1 |                                   |
| 3 | Непал     | 2–3 |                                   |
| 4 | Бангладеш | 2–3 |                                   |
| 5 | Мальдіви  | 2–3 |                                   |
| 6 | Бутан     | 0–5 |                                   |

#### Південносхідна Азія
| # | Команда   | В–П | Кваліфікація                      |
| - | --------- | --- | --------------------------------- |
| 1 | Філіппіни | 5–0 | Кваліфікувалась на чемпіонат Азії |
| 2 | Малайзія  | 4–1 | Кваліфікувалась на чемпіонат Азії |
| 3 | Сінгапур  | 3–2 | Кваліфікувалась на чемпіонат Азії |
| 4 | Індонезія | 2–3 |                                   |
| 5 | Лаос      | 1–4 |                                   |
| 6 | Бруней    | 0–5 |                                   |

#### Західна Азія
| # | Команда   | В–П | Кваліфікація                      |
| - | --------- | --- | --------------------------------- |
| 1 | Ліван     | 4–0 | Кваліфікувалась на чемпіонат Азії |
| 2 | Йорданія  | 3–1 | Кваліфікувалась на чемпіонат Азії |
| 3 | Палестина | 2–2 | Кваліфікувалась на чемпіонат Азії |
| 4 | Сирія     | 1–3 |                                   |
| 5 | Ірак      | 0–4 |                                   |

### Чемпіонат Азії
| #  | Команда           | В–П | Кваліфікація                                                       |
| -- | ----------------- | --- | ------------------------------------------------------------------ |
| 1  | КНР               | 9–0 | Кваліфікувалась на Олімпіаду                                       |
| 2  | Філіппіни         | 7–2 | Кваліфікувалась на Олімпійський кваліфікаційний турнір як господар |
| 3  | Іран              | 7–2 | Кваліфікувалась на Олімпійський кваліфікаційний турнір             |
| 4  | Японія            | 5–4 | Кваліфікувалась на Олімпійський кваліфікаційний турнір             |
| 5  | Ліван             | 5–4 | Позбавлена місця в Олімпійському кваліфікаційному турнірі          |
| 6  | Південна Корея    | 5–4 |                                                                    |
| 7  | Катар             | 4–5 |                                                                    |
| 8  | Індія             | 3–6 |                                                                    |
| 9  | Йорданія          | 5–3 |                                                                    |
| 10 | Палестина         | 4–4 |                                                                    |
| 11 | Казахстан         | 2–6 |                                                                    |
| 12 | Гонконг           | 1–7 |                                                                    |
| 13 | Китайський Тайбей | 3–2 |                                                                    |
| 14 | Кувейт            | 1–4 |                                                                    |
| 15 | Сінгапур          | 1–4 |                                                                    |
| 16 | Малайзія          | 0–5 |                                                                    |

## ФІБА Європа

### Кваліфікація Євробаскет
Було два раунди кваліфікації на Євробаскет. У 1-му раунді група переможців кваліфікувалася в стадію плей-оф; переможець кваліфікувався на чемпіонат, а всі інші команди, включаючи вибулих на груповій стадії, взяли участь у другому раунді, звідки переможці і другі місця, крім групи з найгіршою різницею перемог поразок, кваліфікувались на фінальний турнір. Європейські команди, які брали участь у чемпіонаті світу 2014 також потрапили на фінальний турнір. Збірна України була позбавлена місця як країна-господарка, але все ще зберегла місце як учасниця Чемпіонату світу 2014; натомість місця країн-господарок дістались чотирьом країнам: Хорватія, Франція, Німеччина і Латвія, кожна з яких приймала попередній раунд, а Франція - фінальний. 

#### Перший раунд

##### Група A
| # | Команда  | В–П | Кваліфікація                      |
| - | -------- | --- | --------------------------------- |
| 1 | Болгарія | 3–0 | Кваліфікувалась до стадії плей-оф |
| 2 | Ісландія | 2–2 | Кваліфікувалась у другий раунд    |
| 3 | Румунія  | 1–3 | Кваліфікувалась у другий раунд    |

##### Група B
| # | Команда    | В–П | Кваліфікація                      |
| - | ---------- | --- | --------------------------------- |
| 1 | Естонія    | 3–1 | Кваліфікувалась до стадії плей-оф |
| 2 | Португалія | 2–2 | Кваліфікувалась у другий раунд    |
| 3 | Нідерланди | 1–3 | Кваліфікувалась у другий раунд    |

##### Група C
| # | Команда    | В–П | Кваліфікація                      |
| - | ---------- | --- | --------------------------------- |
| 1 | Швейцарія  | 5–1 | Кваліфікувалась до стадії плей-оф |
| 2 | Австрія    | 5–1 | Кваліфікувалась у другий раунд    |
| 3 | Данія      | 2–4 | Кваліфікувалась у другий раунд    |
| 4 | Люксембург | 0–6 | Кваліфікувалась у другий раунд    |

##### Група D
| # | Команда    | В–П | Кваліфікація                      |
| - | ---------- | --- | --------------------------------- |
| 1 | Білорусь   | 3–1 | Кваліфікувалась до стадії плей-оф |
| 2 | Словаччина | 2–2 | Кваліфікувалась у другий раунд    |
| 3 | Угорщина   | 1–3 | Кваліфікувалась у другий раунд    |

##### Стадія плей-оф
| # | Команда   | В–П | Кваліфікація                        |
| - | --------- | --- | ----------------------------------- |
| 1 | Естонія   | 2–2 | Кваліфікувалась на чемпіонат Європи |
| 2 | Болгарія  | 3–1 | Кваліфікувалась у другий раунд      |
| 3 | Білорусь  | 1–1 | Кваліфікувалась у другий раунд      |
| 3 | Швейцарія | 0–2 | Кваліфікувалась у другий раунд      |

#### Другий раунд

##### Група A
| # | Команда              | В–П | Кваліфікація                        |
| - | -------------------- | --- | ----------------------------------- |
| 1 | Боснія і Герцеговина | 4–0 | Кваліфікувалась на чемпіонат Європи |
| 2 | Ісландія             | 2–2 | Кваліфікувалась на чемпіонат Європи |
| 3 | Велика Британія      | 0–4 |                                     |

##### Група B
| # | Команда    | В–П | Кваліфікація                        |
| - | ---------- | --- | ----------------------------------- |
| 1 | Ізраїль    | 4–2 | Кваліфікувалась на чемпіонат Європи |
| 2 | Нідерланди | 4–2 | Кваліфікувалась на чемпіонат Європи |
| 3 | Чорногорія | 3–3 |                                     |
| 4 | Болгарія   | 1–5 |                                     |

##### Група C
| # | Команда    | В–П | Кваліфікація                        |
| - | ---------- | --- | ----------------------------------- |
| 1 | Польща     | 5–1 | Кваліфікувалась на чемпіонат Європи |
| 2 | Німеччина  | 4–2 | Кваліфікувалась на чемпіонат Європи |
| 3 | Австрія    | 3–3 |                                     |
| 4 | Люксембург | 0–6 |                                     |

##### Група D
| # | Команда            | В–П | Кваліфікація                        |
| - | ------------------ | --- | ----------------------------------- |
| 1 | Бельгія            | 5–1 | Кваліфікувалась на чемпіонат Європи |
| 2 | Північна Македонія | 5–1 | Кваліфікувалась на чемпіонат Європи |
| 3 | Білорусь           | 2–4 |                                     |
| 4 | Данія              | 0–6 |                                     |

##### Група E
| # | Команда    | В–П | Кваліфікація                        |
| - | ---------- | --- | ----------------------------------- |
| 1 | Грузія     | 4–2 | Кваліфікувалась на чемпіонат Європи |
| 2 | Чехія      | 4–2 | Кваліфікувалась на чемпіонат Європи |
| 3 | Угорщина   | 4–2 |                                     |
| 4 | Португалія | 0–6 |                                     |

##### Група F
| # | Команда    | В–П | Кваліфікація                        |
| - | ---------- | --- | ----------------------------------- |
| 1 | Латвія     | 6–0 | Кваліфікувалась на чемпіонат Європи |
| 2 | Румунія    | 4–2 |                                     |
| 3 | Швеція     | 2–4 |                                     |
| 4 | Словаччина | 0–6 |                                     |

##### Група G
| # | Команда   | В–П | Кваліфікація                        |
| - | --------- | --- | ----------------------------------- |
| 1 | Італія    | 3–1 | Кваліфікувалась на чемпіонат Європи |
| 2 | Росія     | 2–2 | Кваліфікувалась на чемпіонат Європи |
| 3 | Швейцарія | 1–3 |                                     |

### Чемпіонат Європи 2015
| #  | Команда              | В–П | Кваліфікація                                                            |
| -- | -------------------- | --- | ----------------------------------------------------------------------- |
| 1  | Іспанія              | 7–2 | Кваліфікувалась на Олімпіаду                                            |
| 2  | Литва                | 7–2 | Кваліфікувалась на Олімпіаду                                            |
| 3  | Франція              | 8–1 | Кваліфікувалась на Олімпійський кваліфікаційний турнір                  |
| 4  | Сербія               | 7–2 | Кваліфікувалась на Олімпійський кваліфікаційний турнір як господар      |
| 5  | Греція               | 7–1 | Кваліфікувалась на Олімпійський кваліфікаційний турнір                  |
| 6  | Італія               | 5–3 | Кваліфікувалась на Олімпійський кваліфікаційний турнір як господар      |
| 7  | Чехія                | 5–4 | Кваліфікувалась на Олімпійський кваліфікаційний турнір                  |
| 8  | Латвія               | 4–5 | Кваліфікувалась на Олімпійський кваліфікаційний турнір                  |
| 9  | Хорватія             | 3–3 | Кваліфікувалась на Олімпійський кваліфікаційний турнір                  |
| 10 | Ізраїль              | 3–3 |                                                                         |
| 11 | Польща               | 3–3 |                                                                         |
| 12 | Словенія             | 3–3 |                                                                         |
| 13 | Бельгія              | 3–3 |                                                                         |
| 14 | Туреччина            | 3–3 | Кваліфікувалась на Олімпійський кваліфікаційний турнір як заміна Лівану |
| 15 | Грузія               | 2–4 |                                                                         |
| 16 | Фінляндія            | 2–4 |                                                                         |
| 17 | Росія                | 1–4 |                                                                         |
| 18 | Німеччина            | 1–4 |                                                                         |
| 19 | Північна Македонія   | 1–4 |                                                                         |
| 20 | Естонія              | 1–4 |                                                                         |
| 21 | Нідерланди           | 1–4 |                                                                         |
| 22 | Україна              | 1–4 |                                                                         |
| 23 | Боснія і Герцеговина | 1–4 |                                                                         |
| 24 | Ісландія             | 0–5 |                                                                         |

## ФІБА Океанія

### Чемпіонат Океанії
| # | Команда       | В–П | Кваліфікація                                           |
| - | ------------- | --- | ------------------------------------------------------ |
| 1 | Австралія     | 2–0 | Кваліфікувалась на Олімпіаду                           |
| 2 | Нова Зеландія | 0–2 | Кваліфікувалась на Олімпійський кваліфікаційний турнір |

## Світовий олімпійський кваліфікаційний турнір

### Італія
| # | Команда  | В–П | Кваліфікація                 |
| - | -------- | --- | ---------------------------- |
| 1 | Хорватія | 3–1 | Кваліфікувалась на Олімпіаду |
| 2 | Італія   | 3–1 |                              |
| 3 | Греція   | 2–1 |                              |
| 4 | Мексика  | 1–2 |                              |
| 5 | Іран     | 0–2 |                              |
| 6 | Туніс    | 0–2 |                              |

### Філіппіни
| # | Команда       | В–П | Кваліфікація                 |
| - | ------------- | --- | ---------------------------- |
| 1 | Франція       | 4–0 | Кваліфікувалась на Олімпіаду |
| 2 | Канада        | 3–1 |                              |
| 3 | Нова Зеландія | 1–2 |                              |
| 4 | Туреччина     | 1–2 |                              |
| 5 | Сенегал       | 0–2 |                              |
| 6 | Філіппіни     | 0–2 |                              |

### Сербія
| # | Команда     | В–П | Кваліфікація                 |
| - | ----------- | --- | ---------------------------- |
| 1 | Сербія      | 4–0 | Кваліфікувалась на Олімпіаду |
| 2 | Пуерто-Рико | 2–2 |                              |
| 3 | Латвія      | 2–1 |                              |
| 4 | Чехія       | 1–2 |                              |
| 5 | Ангола      | 0–2 |                              |
| 6 | Японія      | 0–2 |                              |